# پیام ابراهیمی
پیام ابراهیمی نویسنده و مترجم، سرویراستار و مدرس داستان‌نویسی کتاب‌های کودک و نوجوان است.
پیام ابراهیمی در ۵ اذر ۱۳۶۷ متولد شد. فعالیت حرفه‌ای خود را با نوشتن طنز مطبوعاتی و فیلمنامه‌ی انیمیشن آغاز کرد. مجموعه‌ انیمیشن‌های بسیاری نوشت که از آن‌ها می‌توان به شکرستان، تاریخ از اون‌ور، قصه‌های ریرا، قصه‌های هوشان، کلان‌آباد و ... اشاره کرد.
اولین کتاب او «فرودگاه، لطفاً!» در سال ۱۳۹۰ توسط نشر پایان منتشر شد که مخاطب جوان و بزرگسال داشت. اما پس از آن به نویسندگی و‌ترجمه برای کودکان و نوجوانان روآورد.
بخشی از کارنامه‌ی پیام ابراهیمی به کتاب‌های محیط‌زیستی او برمی‌گردد. ۴ جلد از مجموعه‌ی ۸ جلدی «گودی موفرفری»، و همچنین کتاب‌های «توتیوشا و جاده‌ی پر پیچ‌وخم»، «دزدهای ساحلی»، «کادوی عجیب‌وغریب تولد لونا»، «اشباح جنگلی» و رمان «یک فرار آشغالانه» آثار این نویسنده با محوریت محیط زیست هستند که انتشارات نردبان آن‌ها را چاپ کرده.
پیام ابراهیمی با کتاب «آبیلوی خوشحال» در لیست برگزیدگان اولین دوره‌ی جایزه‌ی دستان قرار گرفت و سال بعد و با کتاب «یک روز معمولی در قهوه‌خانه» برنده‌ی این جایزه شد.
کتاب تکخال او با تصویرگری رضا دالوند، برگزیده شورای کتاب کودک ایران شد و افتخارات بسیاری را در سرتاسر دنیا کسب کرد.  این کتاب تا به حال آن ۱۰ زبان مختلف در دنیا منتشر شده است.
تدریس داستان‌نویسی، برگزاری کارگاه‌های خلق کتاب تصویری، کارشناسی ادبی، سرویراستاری، فعالیت به‌عنواند مدیر ادبی نشر، از جمله فعالیت‌های او هستند. او همچنین داور جوایزی چون سپیدار ٫نوفه، شورای کتاب کودک، انتخاب نمایندگان ‌ایران ‌برای جوایز هانس کریستین  و آسترید لیندگرن رت در کارنامه‌ی خود دارد.

## افتخارات
کتاب سال ۲۰۲۳ روسیه برای کتاب «مایرای کبیر»
قرارگرفتن در فهرست ibby روسیه برای کتاب «مایرای کبیر»
دریافت جایزه Canada’s Prestigious governer literature برای کتاب «تکخال»
برگزیده جایزه‌ی Astra برای کتاب «روزی که آقای اگنس تخم گذاشت»
برنده‌ی جایزه ملی ادبیات کودک ترکیه برای کتاب «تکخال» 
انتخاب کتاب «تکخال» به‌عنوان کتاب سال ۲۰۲۴ توسط Book for Keeps انگلستان
قرار گرفتن در فهرست The Braw amazing bookshelf نمایشگاه کتاب بلونیا برای کتاب «مایرای کبیر»
فینالیست جایزه‌ی Andrei Belly روسیه برای کتاب تکخال
برنده جایزه Blue Spruce کانادا برای کتاب تکخال
برنده جایزه Silver Birch Express کانادا برای کتاب «تکخال»
قرار گرفتن کتاب «تکخال» در فهرست منتخب آموزش‌وپرورش استرالیا برای مدارس دانش‌آموزان غیر انگلیسی زبان
لوح تقدیر شورای کتاب کودک برای کتاب «تکخال»
برنده‌ی دومین دوره‌ی جایزه‌ی دستان با کتاب «یک روز معمولی در قهوه‌خانه»
برگزیده شورای کتاب کودک برای ترجمه‌ی کتاب «به من می‌گویند هنرمند!»
برگزیده شورای کتاب کودک برای ترجمه‌ی کتاب «مربع خوشحال»
راه‌یافته به فهرست نهایی  لاک‌پشت پرنده برای مجموعه‌ی «زولو امیری»
منتخب اولین دوره‌ی جایزه‌ی دستان با کتاب «آبیلوی خوشحال»
راه یافته به لیست نهایی اولین دوره‌ي جایز‌ه‌ی سپیدار با کتاب «توتیوشا و جاده‌ی پرپیچ‌وخم»